# Dilophus tridentatus
Dilophus tridentatus är en tvåvingeart som beskrevs av Walker 1848. Dilophus tridentatus ingår i släktet Dilophus och familjen hårmyggor. Inga underarter finns listade i Catalogue of Life.